# 1968-as magyar gyeplabdabajnokság
Az 1968-as magyar gyeplabdabajnokság a harmincnyolcadik gyeplabdabajnokság volt. A bajnokságban hét csapat indult el, a csapatok két kört játszottak.

## Tabella
| #  | Csapat              | M  | Gy | D | V | G+ | G- | P  |
| -- | ------------------- | -- | -- | - | - | -- | -- | -- |
| 1. | Bp. Építők          | 12 | 9  | 2 | 1 | 19 | 5  | 20 |
| 2. | Kőbányai Sörgyár SK | 12 | 7  | 5 | 0 | 16 | 3  | 19 |
| 3. | BVSC                | 12 | 4  | 5 | 3 | 18 | 12 | 13 |
| 4. | Bp. Postás          | 12 | 4  | 4 | 4 | 11 | 10 | 12 |
| 5. | Budai Pedagógus     | 12 | 3  | 4 | 5 | 5  | 8  | 10 |
| 6. | Gödöllői Vasas      | 12 | 2  | 3 | 7 | 6  | 13 | 7  |
| 7. | MÁVAUT SK           | 12 | 0  | 3 | 9 | 4  | 28 | 3  |

* M: Mérkőzés Gy: Győzelem D: Döntetlen V: Vereség G+: Ütött gól G-: Kapott gól P: Pont